# Aspar Jaelolo
Aspar Jaelolo (ur. 24 stycznia 1988) – indonezyjski wspinacz sportowy. Specjalizował się w boulderingu oraz we wspinaczce na czas. Wielokrotny medalista mistrzostw Azji oraz Igrzysk azjatyckich we wspinaczce sportowej.

## Kariera sportowa
Dwukrotny mistrz Azji w sztafecie na czas w latach 2015 i 2017, a w 2016 srebrny. Indywidualny czterokrotny brązowy medalista mistrzostw Azji w 2013-14 i z 2017-18.
Na igrzyskach azjatyckich w Dżakarcie w 2018 roku zdobył dwa medale, srebrny w sztafecie, brązowy indywidualnie we wspinaczce na czas. W 2014 w tajlandzkim Phuket na plażowych igrzyskach azjatyckich zdobył złoty medal indywidualnie oraz brązowy drużynowo we wspinaczce na czas.

## Osiągnięcia

### Mistrzostwa świata
| Konkurencje        | 2012 | 2014 |
| Bouldering         | 97   | —    |
| Prowadzenie        | 91   | —    |
| Wspinaczka na czas | 19   | 9    |

### Igrzyska azjatyckie
| Konkurencje        | 2018 |
| Wspinaczka na czas | 3    |
| Sztafeta na czas   | 2    |

### Plażowe igrzyska azjatyckie
| Konkurencje        | 2014 |
| Wspinaczka na czas | 1    |
| Sztafeta na czas   | 3    |

### Mistrzostwa Azji
| Konkurencje        | 2013 | 2014 | 2015 | 2016 | 2017 | 2018 |
| Bouldering         | 18   | —    | —    | —    | —    | 37   |
| Prowadzenie        | —    | —    | —    | —    | —    | 32   |
| Wspinaczka na czas | 3    | 3    | —    | —    | 3    | 3    |
| Sztafeta na czas   | —    | —    | 1    | 2    | 1    | —    |